# Zemplínska Široká
Zemplínska Široká (Hongaars: Kráskarebrény) is een Slowaakse gemeente in de regio Košice, en maakt deel uit van het district Michalovce.
Zemplínska Široká telt 958 inwoners.